# Antigod
Antigod è il sesto EP del gruppo musicale Samael, pubblicato il 2010 dalla Nuclear Blast.

## Tracce
1. Antigod – 4:14
2. Into the Pentagram (2010) – 4:46
3. Reign of Light (live) – 3:52
4. Slavocracy (live) – 4:18
5. Antigod (Dark Night remix) – 3:49
6. Ten Thousand Years – 4:44

## Formazione
- Vorph - voce, chitarra, testi
- Xy - batteria, tastiere
- Mas - basso
- Makro - chitarra